# George B. Thomas
George Brinton Thomas Jr. (Boise, Idaho, 11 de janeiro de 1914 – State College, Pensilvânia, 31 de outubro de 2006) foi um matemático estadunidense, conhecido como autor de um livro-texto de cálculo amplamente utilizado. Foi professor de matemática do Instituto de Tecnologia de Massachusetts.

## Vida e formação
Nascido em Boise, Idaho, os anos iniciais de Thomas foram difíceis. Seu pai, George Brinton Thomas Sr., era funcionário de um banco e sua mãe, Georgia Fay Thomas (née Goin), morreu na epidemia de influenza de 1919, oito dias antes de seu quinto aniversário. Seu pai se casou pouco depois com Lena Steward. Eles moravam em uma barraca com piso de madeira e um fogão a carvão.
Depois que sua madrasta Lena morreu de complicações devido ao parto, pai e filho se mudaram para Spokane Valley, no estado de Washington, onde ambos estudaram na Universidade de Spokane. George Thomas Sr. casou-se novamente, com Gertrude Alice Johnson. Thomas começou a frequentar o Washington State College (atual Universidade Estadual de Washington), depois que a Universidade de Spokane faliu. Lá, ele obteve um B.A. em 1934 e um M.A. em 1936 em matemática e educação matemática.
Em 15 de agosto de 1936 Thomas casou-se com Jane Heath na casa de sua família em South Bend, Washington. O casal morou em Pullman, Washington, por um ano; Thomas trabalhou em uma loja de sapatos local para economizar dinheiro para prosseguir seus estudos de pós-graduação.
Em 1937 Thomas foi aceito no programa de graduação em matemática da Universidade Cornell. Em Cornell Thomas trabalhou como instrutor enquanto prosseguia sua pesquisa em teoria dos números.

## Carreira acadêmica
Thomas terminou seu doutorado em 1940 e foi imediatamente contratado pelo Instituto de Tecnologia de Massachusetts (MIT) para lecionar por um ano. Muito apreciado no MIT, foi convidado a ingressar na faculdade após o término da bolsa de ensino.
Durante a Segunda Guerra Mundial Thomas esteve envolvido nos primeiros sistemas de computação e programou o analisador diferencial para calcular tabelas de tiro para a Marinha dos Estados Unidos.
Em 1952 George e Jane Thomas se mudaram para a comunidade Conantum em Concord, Massachusetts, onde moravam muitos membros mais jovens do corpo docente de Harvard e MIT.

### Calculus and Analytic Geometry
Em 1951 a Addison-Wesley era então uma nova editora especializada em livros didáticos e literatura técnica. A gerência estava descontente com o livro de cálculo que eles estavam publicando, então se aproximaram de Thomas, perguntando se ele poderia revisar o livro. Em vez disso, ele seguiu em frente com um livro inteiramente novo. A primeira edição saiu em 1952; Calculus and Analytic Geometry está agora em sua décima quarta edição e está em uso em todo o mundo.

### Compromisso com a educação
Thomas se envolveu com o ensino de matemática e ciências nas escolas primárias e secundárias dos Estados Unidos alguns anos antes da União Soviética lançar o Sputnik-1. De 1955 a 1957 atuou no conselho de governadores da Mathematical Association of America e foi o primeiro vice-presidente do grupo de 1958 a 1959.
De 1956 a 1959 atuou no comitê executivo da divisão de matemática da American Society for Engineering Education. Também atuou na Comissão de Matemática do College Entrance Examination Board. Thomas usou seus cargos para falar sobre a reforma do ensino de matemática em escolas de ensino médio e universidades.
No final da década de 1950 Thomas foi para a Índia com uma bolsa da Fundação Ford para treinar instrutores de matemática.

## Final da vida
Jane Thomas morreu em 1975 de câncer de mama. Em 1980 Thomas casou-se com Thais Erving; ela morreu em 1983, também de câncer de mama.
Em 1978 Thomas se aposentou do ensino em tempo integral. Ele se interessou por religião, frequentando a Igreja da Unidade e posteriormente adotando a Ciência Cristã.
Thomas morreu em Foxdale Village em State College, Pensilvânia, uma comunidade de aposentados centrada nas necessidades de acadêmicos aposentados.

## Livros
- Thomas, George B. (1951). Calculus and Analytic Geometry. [S.l.]: Addison Wesley
- Thomas, George B.; Frederick Mosteller; R.E.K. Rourke (1961). Probability and Statistics. [S.l.]: Addison Wesley